# Taurasi
Taurasi – miejscowość i gmina we Włoszech, w regionie Kampania, w prowincji Avellino.
Według danych na 1 stycznia 2022 roku gminę zamieszkiwały 2174 osoby (1076 mężczyzn i 1098 kobiet).